# 標津郡
- 令制国一覧 > 北海道 (令制) > 根室国 > 標津郡
- 日本 > 北海道 > 根室振興局 > 標津郡

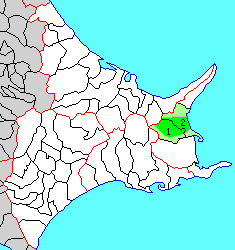
北海道標津郡の位置（1.中標津町 2.標津町 薄緑：後に他郡から編入された区域 薄黄：後に他郡に編入した区域）

標津郡（しべつぐん）は、北海道（根室国）根室振興局の郡。
人口26,878人、面積1,309.56km²、人口密度20.5人/km²。（2025年6月30日、住民基本台帳人口）
以下の2町を含む。
- 中標津町（なかしべつちょう）
- 標津町（しべつちょう）

## 郡域
1879年（明治12年）に行政区画として発足した当時の郡域は、上記2町から標津町の一部（崎無異・薫別・古多糠・忠類・茶志骨）、中標津町の一部（協和・豊岡および俵橋の一部）除いた区域にあたる。

## 歴史

### 郡発足までの沿革
- 1700年 元禄御国絵図に「ちべ内」と記載。標津が文献に表われた初め。
- 1701年 厚岸場所の奥地を分離して、霧多布場所を設ける。

江戸時代の標津郡域は、松前藩によって開かれたネモロ場所に含まれた。標津神社は天明年間(1781年～1789年）に創建されたと伝わる。いまから300年ほど前には養老牛温泉が発見されている。
江戸時代後期、標津郡域は東蝦夷地に属していた。南下政策を強力に進めるロシアの脅威に備え1799年（寛政11年）標津郡域は天領とされた。文化年間にはそれまで蝦夷の人々が利用していた道を根室、釧路など三場所の蝦夷に請負わせ改修した斜里越も開削されている。斜里越は標津からチライワツタリに至る8里（31.4km）、チライワツタリから根北国境のルチシ峠を越え北見国斜里郡のワツカオイに至る8里32町（34.9km）など3区間にわたる道である。当時、最も権力の強かった釧路の蝦夷は自己の負担をできるだけ軽くするため、オタウニ（ルチシ峠の南方）にある斜里蝦夷と釧路蝦夷の境を本来より南東約20町（2.2km）のケネカワツカオイに移して開削したと言われている。
1821年（文政4年）に一旦松前藩領に復したものの、1855年（安政2年）再び天領となり会津藩がホニコイに陣屋を置き警固をおこなった。安政6年には会津藩領となっている（6藩分領）。戊辰戦争（箱館戦争）終結直後の1869年、大宝律令の国郡里制を踏襲して標津郡が置かれた。

### 郡発足以降の沿革
- 明治2年

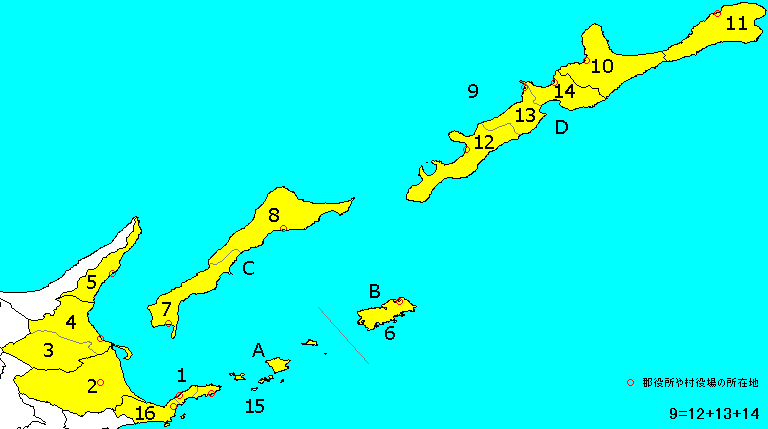
北海道標津郡の町村（3.中標津町 4.標津町）

  - 8月15日（1869年9月20日） - 北海道で国郡里制が施行され、根室国および標津郡が設置される。開拓使が管轄。
  - 8月28日（1869年10月3日） - 熊本藩の領地となる（北海道の分領支配）。
- 明治4年
  - 3月14日（1871年4月14日） - 再び開拓使の管轄となる。
  - 5月12日（1871年6月10日） - 仙台藩の領地となる（同上）。
  - 8月20日（1871年10月4日） - 廃藩置県により再び開拓使の管轄となる。
- 明治5年
  - 4月9日（1872年5月15日） - 全国一律に戸長・副戸長を設置（大区小区制）。
  - 10月10日（1872年11月10日） - 4月に設置された区を大区と改称し、その下に旧来の町村をいくつかまとめて小区を設置（大区小区制）。
- 明治9年（1876年）9月 - 従来開拓使において随意定めた大小区画を廃し、新たに全道を30の大区に分ち、大区の下に166の小区を設けた。

- 第25大区
  - 4小区 ： 標津村、伊茶仁村

- 明治12年（1879年）7月23日 - 郡区町村編制法の北海道での施行により、行政区画としての標津郡が発足。
- 明治13年（1880年）7月 - 根室郡外八郡役所（根室花咲野付標津目梨国後得撫新知占守郡役所）の管轄となる。
- 明治15年（1882年）2月8日 - 廃使置県により根室県の管轄となる。
- 明治18年（1885年）1月 - 根室郡外九郡役所（根室花咲野付標津目梨国後得撫新知占守色丹郡役所）の管轄となる。
- 明治19年（1886年）
  - 1月26日 - 廃県置庁により北海道庁根室支庁の管轄となる。
  - 2月 - 根室支庁が廃止。
- 明治30年（1897年）11月5日 - 郡役所が廃止され、根室支庁の管轄となる。
- 大正12年（1923年）4月1日 - 北海道二級町村制の施行により、標津村、伊茶仁村および野付郡茶志骨村、目梨郡忠類村、薫別村、崎無異村の区域をもって標津村（二級村）が発足。（1村）
- 昭和18年（1943年）6月1日 - 北海道一・二級町村制が廃止され、北海道で町村制を施行。二級町村は指定町村となる。
- 昭和21年（1946年）
  - 7月1日 - 標津村の一部（字中標津・上標津・武佐・開陽・俣落・西竹・養老牛・計根別・当幌・俵橋および茶志骨の一部）が分立して中標津村が発足。（2村）
  - 10月5日 - 指定町村を廃止。
- 昭和22年（1947年）5月3日 - 地方自治法の施行により北海道根室支庁の管轄となる。
- 昭和25年（1950年）1月1日 - 中標津村が町制施行して中標津町となる。（1町1村）
- 昭和30年（1955年）4月1日 - 中標津町が野付郡別海村の一部（大字平糸村のうち現在の協和・豊岡）を編入。
- 昭和33年（1958年）1月1日 - 標津村が町制施行して標津町となる。（2町）
- 平成22年（2010年）4月1日 - 根室支庁が廃止され、根室振興局の管轄となる。

## 行政
特記なき場合『根室・千島歴史人名事典』による。
根室郡外八郡長
| 代 | 氏名     | 就任年月日                | 退任年月日         | 備考                         |
| -- | -------- | ------------------------- | ------------------ | ---------------------------- |
| 1  | 和田正苗 | 明治13年（1880年）7月15日 | 明治18年（1885年） | 花咲郡の一部から色丹郡が分立 |

根室郡外九郡長
| 代 | 氏名     | 就任年月日                 | 退任年月日                | 備考                                   |
| -- | -------- | -------------------------- | ------------------------- | -------------------------------------- |
| 1  | 松下兼清 | 明治18年（1885年）         | 明治19年（1886年）        |                                        |
| 2  | 広田千秋 | 明治19年（1886年）12月     | 明治22年（1889年）        |                                        |
| 3  | 細川碧   | 明治22年（1889年）7月      | 明治23年（1890年）7月     |                                        |
| 4  | 高岡直吉 | 明治23年（1890年）8月11日  | 明治28年（1895年）12月3日 |                                        |
| 5  | 林悦郎   | 明治28年（1895年）12月18日 | 明治30年（1897年）11月5日 | 根室郡外九郡役所を廃し根室支庁を置く。 |